# Sân vận động Edion Hiroshima
Hiroshima Big Arch (広島ビッグアーチ Hiroshima Biggu Āchi), hiện được biết đến với lý do tài trợ là Sân vận động EDION Hiroshima (エディオンスタジアム広島 Edion Sutajiamu Hiroshima), là một sân vận động đa năng ở Hiroshima, Nhật Bản. Sân được sử dụng chủ yếu cho các trận đấu bóng đá cũng như điền kinh. Đây là sân nhà của câu lạc bộ J. League Sanfrecce Hiroshima. Sân có sức chứa 36.894 chỗ ngồi. Đây là sân vận động toàn chỗ ngồi. Sân trước đây có tên gọi là Sân vận động Công viên Hiroshima.